# أجيسمبا

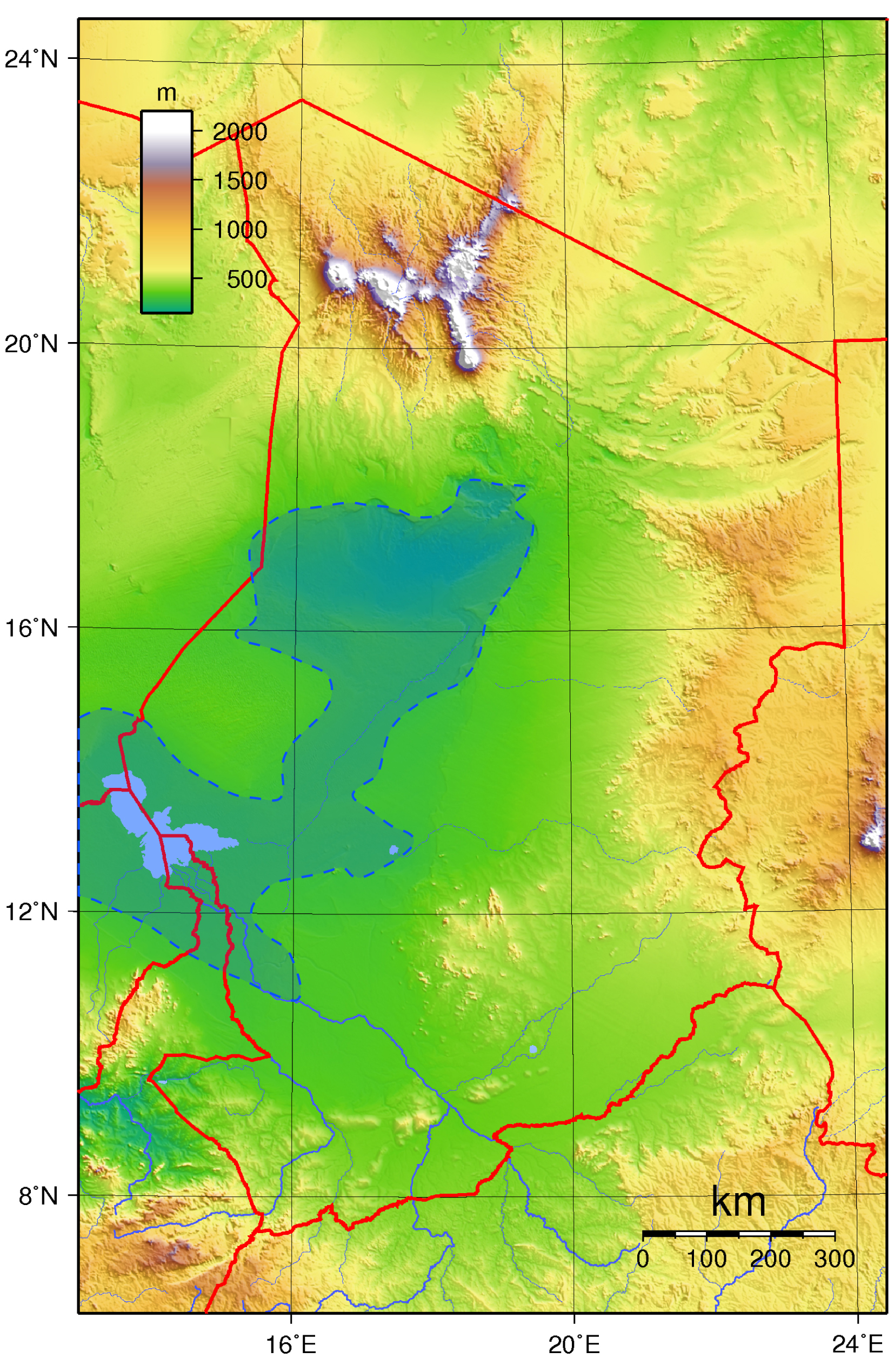
حدود دولة تشاد في أفريقيا واللتي يعتقد أن "أجيسمبا" كانت قريبة منها

أجيسمبا (بالأنجليزية Agisymba): هي منطقة أو دولة يزعم أنها تقع في إفريقيا، لم يستطع أحد تحديد مكانها ولم يتم التعرف على موقعها بدقة بالرغم من محاولات العديد من الباحثين وعلماء التاريخ لفك لغز هذه الأرض المجهولة الغامضة. ذكرها عالم الجغرافيا اليوناني «كلوديوس بطليموس» المتوفى منتصف القرن الثاني ميلادي في كتابه «الجغرافيا» نقلا عن الجغرافي اليوناني «مارينوس الصوري»

## التاريخ
وفقًا لكتابات كلوديوس بطليموس، كانت هذه المنطقة المجهولة تبعد مسافة زمنية مقدارها (4 أشهر سيرا على الأقدام) عن جنوب منطقة فزان (جنوب غرب ليبيا حاليا). وتحتوي على حيوانات كبيرة الحجم مثل وحيد القرن والفيلة، بالإضافة إلى العديد من الجبال الشاهقة (من المرجح أنها جبال تيبستي). يقال أن «أجيسمبا» تقع بالقرب من بحيرة تشاد التي كانت في الزمن الماضي أكبر بكثير مما هي عليه اليوم.
اعتمد كلوديوس بطليموس في وصفه لهذه المنطقة على ما ذكره المؤرخ اليوناني مارينوس الصوري بين عام 107-115 م. وبين عامي 83-92 ادعى ملك الجرَمنتيون (أو الغرامنت) أن سكان «أجيسمبا» كانوا رعاياه.
يقترح المؤرخون المعاصرون أن «أجيسمبا» ربما كانت تقع في مكان ما شمال بحيرة تشاد، حيث أن منطقة تشاد يوجد فيها العديد من الجبال. وهناك إحدى النظريات تقول أن «أجيسمبا» كانت إمبراطورية سابقة لإمبراطورية كانيم-بورنو الواقعة على الشاطئ الشمالي لبحيرة تشاد.
في عام 90 بعد الميلاد، كان هناك مسافر (أو ربما تاجر) يدعى «يوليوس ماتيرنس»، استفاد من تحسن العلاقات بين الدولة الرومانية والجرَمنتيون في ذلك الوقت وحلول السلام بينهما، فخرج من مدينة لبدة الكبرى الرومانية وشق طريقه عبر أرض الجرَمنتيون حتى وصل إلى «أجيسمبا» حيث رأى هناك الكثير جدا من حيوانات وحيد القرن.
وقد أكد كلوديوس بطليموس الرواية السابقة، فذكر أنه في سنة 90 ميلادي قام «يوليوس ماتيرنس» برحلة تجارية على الأرجح، بدأها من خليج سرت حتى وصل إلى واحة كفرى وواحة آرتشي، وهناك إلتقى بملك الجرَمنتيون ورافقه في سفره، ووصل بعد أربعة أشهر إلى منطقة تسمى «أجيسمبا» تقع عند بحر سلامات وبحر عوك (وهي أنهار في تشاد) بالقرب من جمهورية إفريقيا الوسطى، حيث كان هناك العديد من حيوانات وحيد القرن. عاد بعدها «يوليوس ماتيرنس» إلى روما ومعه حيوان وحيد القرن (له قرنين في رأسه)، وتم الاحتفاظ بهذا الحيوان في مدرج روماني عملاق جدا يقع في روما الذي يدعى اليوم (الكولوسيوم).

## تحليل الرواية
تأخذ هذه الرحلة أربعة إشكاليات رئيسية يجعل من الصعب الاعتماد عليها كرواية موثوقة وهي كما يلي:
- تاريخ الرحلة: إقترح الباحثون آراءا مختلفة حول تاريخ هذه الحملة أو الرحلة، فرأى البعض أنها في كانت في العشرين سنة الأخيرة من القرن الأول ميلادي، وآخرون حصروها ما بين 83-92 ميلادي، أما الباحث الفرنسي «ديسانج» المتخصص في تاريخ إفريقيا القديم فقد حدد زمن هذه الرحلة بين عامي 91-92 ميلادي.

- موقع «أجيسمبا»: إقترح الباحثون افتراضات كثيرة حول موقعها معتمدين على مناطق تواجد حيوان وحيد القرن، فحددها البعض على أنها منطقة «جبال آير» في النيجر، بينما حددها آخرون على أنها منطقة «جبال تيبستي» في تشاد، والبعض الأخر ذكر أنها من الممكن أن تكون منطقة قريبة من «بحيرة تشاد» أو«جنوب السودان».

- من يكون «يوليوس ماتيرنس»؟: اختلف الباحثون في شخصه، فرأى البعض أنه قد يكون «تاجر بالجملة»، وتصور آخرون أنه قائد الجيش الروماني في إقليم طرابلس (Tripolitaine)، في حين تصور البعض أنه قد يكون قائد الجيش الروماني في إفريقيا أو والي مقاطعة إفريقيا البروقنصلية.

- أهداف الرحلة: قد تكون الرحلة ذات أهداف عسكرية، وهي تأمين المسالك التجارية من أعتداءات لصوص الطرق، وكذلك اكتشاف الثروات والإمكانيات التجارية لعمق الصحراء الإفريقية.